# Puig de Sant Jordi
El Puig de Sant Jordi és una muntanya de 679 metres que es troba al municipi de Camarasa, a la comarca catalana de la Noguera.